# Meerpadkerkje
Het Meerpadkerkje is een kleine doopsgezinde witgeschilderde houten kerk ("vermaning") in Nieuwendam, tegenwoordig een deel van Amsterdam-Noord, gebouwd in 1843 door de Nieuwendamse timmerman Pieter Kater Gzn.
De kerk valt onder de Verenigde Doopsgezinde Gemeente Amsterdam.
Sinds 1970 wordt het gebouw beschermd als rijksmonument.